# Авараи
Авараи (англ. Awarai), также известные как вараи, вареи, варраи, аварраи, аварра (англ. Warai, Warei, Warrai, Awarrai, Awarra), — коренной народ Северной территории Австралии.
Авараи общались на языке вараи, однако английский всё больше вытеснял вараи в повседневном общении. Это привело к тому, что около 2000 года язык вымер. Норвежский исследователь Кнут Даль записал короткий список слов на этом языке.
Авараи занимают территорию в 3600 кв. км. Их северная граница была в 74 км к югу от Дарвина, возле реки Дарвин и железной дороги. На юге авараи граничат с авинмул.
Авараи договорились снабжать народ ватьикинь женщинами для вступления в брак.
Согласно Норману Тиндейл, авараи опасаются набегов народа вулвулам.